# Galeandra nivalis
Galeandra nivalis là một loài thực vật có hoa trong họ Lan. Loài này được Mast. mô tả khoa học đầu tiên năm 1882.